# ルイス・アルベルト・ゲレーロ・レイエス
ルイス・アルベルト・ゲレーロ・レイエス (スペイン語:Luis Alberto Guerrero Reyes、生年月日不明 -  2004年5月10日) は、メキシコ合衆国の麻薬密売人。 メキシコのタマウリパス州に拠点を置き、メキシコで最も危険な犯罪組織とされたロス・セタスの幹部として知られている。
ルイスは1987年にメキシコ陸軍に入隊し、爆発物、擲弾発射器を専門としていた。1999年にルイスは軍を脱走し、オシエル・カルデナス・ギリェン率いるガルフ・カルテルに加わり、新しく設立された麻薬組織ロス・セタスの最初のメンバーの一人となった。
ゲレーロ・レイエスと同様、ロス・セタスの初期メンバーのほとんどは元軍人だった。ロス・セタスはカルデナス・ギレンに警備を提供し、ガルフ・カルテルに代わって暗殺を執行する任務を負っていた。

## 生涯
ゲレーロ・レイエスは1987年3月1日に第70歩兵大隊の歩兵としてメキシコ陸軍に入隊した。 1989年4月11日から6月17日まで、ゲレーロ・レイエスはフシレロス・パラカイディスタ旅団(BFP)の空挺隊員として勤務した。
その後、特殊作戦群 (GAFE）の一員となり、同部隊の士官であるアルトゥーロ・グスマン・デセナの呼びかけにより軍を脱走した。

### 死亡
2004年5月10日、マタモロスにて敵対勢力との銃撃戦の末射殺された。

## 参考資料
- Grayson, George W. (2010). Mexico: Narco-Violence and a Failed State?. Transaction Publishers. p. 291. ISBN 978-1412811514 2013年1月21日閲覧。
- Grayson, George W. (2017). The Executioner's Men: Los Zetas, Rogue Soldiers, Criminal Entrepreneurs, and the Shadow State They Created. Routledge. ISBN 978-1351296021
- Marley, David (2019). Mexican cartels: an encyclopedia of Mexico's crime and drug wars. ABC-CLIO. ISBN 9781440864766. OCLC 1096213037
- Ravelo, Ricardo (2007) (スペイン語). Los capos: las narco-rutas de México. Editorial Debolsillo. ISBN 978-9707804463
- Garcia Cabrera, Jose Luis (2012) (スペイン語). 1920-2000 ¡El Pastel! Parte Dos. Palibrio. ISBN 978-1463337018

- Correa-Cabrera, Guadalupe (2017). Los Zetas Inc.: Criminal Corporations, Energy, and Civil War in Mexico. University of Texas Press. ISBN 978-1477312773